# Velaine-en-Haye
Velaine-en-Haye és un municipi francès situat al departament de Meurthe i Mosel·la i a la regió del Gran Est. L'any 2007 tenia 1.476 habitants.

## Demografia

### Població
El 2007 la població de fet de Velaine-en-Haye era de 1.476 persones. Hi havia 552 famílies, de les quals 95 eren unipersonals (54 homes vivint sols i 41 dones vivint soles), 198 parelles sense fills, 214 parelles amb fills i 45 famílies monoparentals amb fills.
La població ha evolucionat segons el següent gràfic:
Habitants censats

### Habitatges
El 2007 hi havia 585 habitatges, 556 eren l'habitatge principal de la família, 4 eren segones residències i 25 estaven desocupats. 553 eren cases i 29 eren apartaments. Dels 556 habitatges principals, 484 estaven ocupats pels seus propietaris, 59 estaven llogats i ocupats pels llogaters i 13 estaven cedits a títol gratuït; 5 tenien una cambra, 8 en tenien dues, 19 en tenien tres, 105 en tenien quatre i 419 en tenien cinc o més. 501 habitatges disposaven pel capbaix d'una plaça de pàrquing. A 183 habitatges hi havia un automòbil i a 352 n'hi havia dos o més.

### Piràmide de població
La piràmide de població per edats i sexe el 2009 era:
| Homes | Edats   | Dones |
| ----- | ------- | ----- |
| 0     | 95 o +  | 0     |
| 0     | 90 a 94 | 4     |
| 0     | 85 a 89 | 4     |
| 0     | 80 a 84 | 0     |
| 4     | 75 a 79 | 4     |
| 24    | 70 a 74 | 12    |
| 24    | 65 a 69 | 36    |
| 24    | 60 a 64 | 36    |
| 56    | 55 a 59 | 28    |
| 48    | 50 a 54 | 52    |
| 80    | 45 a 49 | 56    |
| 104   | 40 a 44 | 100   |
| 60    | 35 a 39 | 72    |
| 36    | 30 a 34 | 40    |
| 24    | 25 a 29 | 16    |
| 36    | 20 a 24 | 16    |
| 108   | 15 a 19 | 88    |
| 64    | 10 a 14 | 72    |
| 44    | 5 a 9   | 52    |
| 56    | 0 a 4   | 32    |

## Economia
El 2007 la població en edat de treballar era de 1.039 persones, 771 eren actives i 268 eren inactives. De les 771 persones actives 726 estaven ocupades (392 homes i 334 dones) i 47 estaven aturades (22 homes i 25 dones). De les 268 persones inactives 104 estaven jubilades, 116 estaven estudiant i 48 estaven classificades com a «altres inactius».

### Ingressos
El 2009 a Velaine-en-Haye hi havia 527 unitats fiscals que integraven 1.455 persones, la mediana anual d'ingressos fiscals per persona era de 25.834 €.

### Activitats econòmiques
Dels 180 establiments que hi havia el 2007, 2 eren d'empreses extractives, 2 d'empreses alimentàries, 22 d'empreses de fabricació d'altres productes industrials, 21 d'empreses de construcció, 50 d'empreses de comerç i reparació d'automòbils, 15 d'empreses de transport, 7 d'empreses d'hostatgeria i restauració, 3 d'empreses d'informació i comunicació, 9 d'empreses financeres, 12 d'empreses immobiliàries, 20 d'empreses de serveis, 8 d'entitats de l'administració pública i 9 d'empreses classificades com a «altres activitats de serveis».
Dels 36 establiments de servei als particulars que hi havia el 2009, 1 era una oficina bancària, 6 tallers de reparació d'automòbils i de material agrícola, 1 establiment de lloguer de cotxes, 1 autoescola, 2 paletes, 4 guixaires pintors, 4 fusteries, 2 lampisteries, 2 electricistes, 3 empreses de construcció, 1 perruqueria, 6 restaurants i 3 agències immobiliàries.
Dels 12 establiments comercials que hi havia el 2009, 1 era un supermercat, 1 una botiga de menys de 120 m², 1 una peixateria, 2 botigues d'equipament de la llar, 2 botigues d'electrodomèstics, 1 una botiga d'electrodomèstics, 1 una botiga de mobles, 2 drogueries i 1 un drogueria.
L'any 2000 a Velaine-en-Haye hi havia 4 explotacions agrícoles que ocupaven un total de 496 hectàrees.

## Equipaments sanitaris i escolars
El 2009 hi havia 1 escola maternal i 1 escola elemental. Velaine-en-Haye disposava d'un liceu d'ensenyament general amb 59 alumnes.

## Poblacions més properes
El següent diagrama mostra les poblacions més properes.